# 蒙自飞蛾藤
蒙自飞蛾藤（学名：Porana dinetoides）为旋花科飞蛾藤属的植物，是中国的特有植物。分布于中国大陆的云南等地，生长于海拔1,200米至2,400米的地区，多生于草坡以及灌丛中，目前尚未由人工引种栽培。

## 异名
- Dinetus dinetoides (Schneid.) Staples
- Porana brevisepala C. Y. Wu et S. H. Huang
- Porana dinetoides Schneid. var. mienningensis S. H. Huang
- Porana megathyrsa C. Y. Wu